# Tarasp
Tarasp (toponimo romancio e tedesco; in italiano Taraspo, desueto) è una frazione di 341 abitanti del comune svizzero di Scuol, nella regione Engiadina Bassa/Val Müstair (Canton Grigioni).

## Geografia fisica
Tarasp è situato in Bassa Engadina, sul lato destro del fiume Inn. Dista 48 km da Davos, 61 km da Sankt Moritz, 105 km da Coira e 185 km da Lugano. Il punto più elevato del territorio è la cima del Piz Pisoc (3 174 m s.l.m.), sul confine con Scuol.

## Storia
Il castello di Tarasp venne fondato nell'XI secolo dai signori di Tarasp, giunti nei Grigioni dall'Italia settentrionale (area del lago di Como). Già compreso nella diocesi di Coira, il castello di Tarasp era rivendicato dall'amministrazione ecclesiastica e dai conti del Tirolo, che ne assunsero definitivamente il controllo nel 1239 dopo l'estinzione della dinastia dei signori di Tarasp.

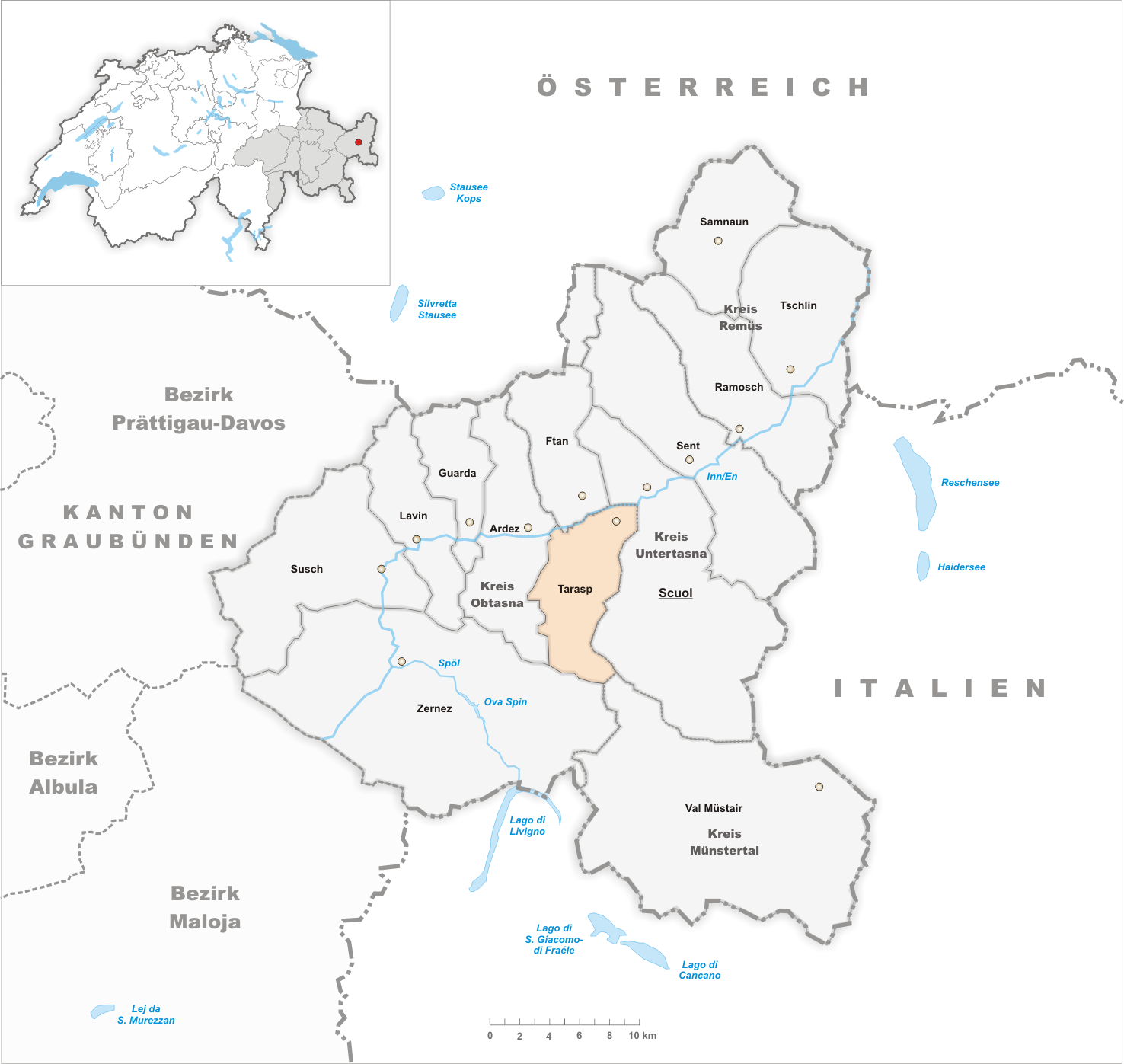
Il territorio del comune di Tarasp prima degli accorpamenti comunali del 2015

Sotto la casa d'Asburgo e in particolare degli arciduchi d'Austria, divenne un'exclave austriaca nella Repubblica delle Tre Leghe all'interno della Vecchia Confederazione. Baronia, nel 1687 venne affittata dagli Asburgo ai principi von Dietrichstein come signoria sovrana con diritto di voto nel "Circolo d'Austria" al Reichstag del Sacro Romano Impero, finché il 15 marzo 1798 fu invasa dagli Svizzeri. Nel 1803 con la riforma imperiale chiamata Reichsdeputationshauptschluss e l'Atto di Mediazione i principi austriaci cedettero definitivamente il territorio alla Svizzera che lo incorporò nel Canton Grigioni.

Fino al 31 dicembre 2014 è stato un comune autonomo, istituito nel 1803, che si estendeva per 46,99 km² ed era formato dalle frazioni di Aschera, Avrona, Chants, Chaposch, Florins, Fontana, Sgnè, Sparsels, Vallatscha e Vulpera; il 1º gennaio 2015 è stato incorporato al comune di Scuol assieme agli altri comuni soppressi di Ardez, Ftan, Guarda e Sent.

## Monumenti e luoghi d'interesse
- Castello di Tarasp, eretto nell'XI secolo, censito nell'Inventario dei beni culturali svizzeri d'importanza nazionale e regionale[1].

## Società

### Evoluzione demografica
L'evoluzione demografica è riportata nella seguente tabella:
Abitanti censiti

## Infrastrutture e trasporti

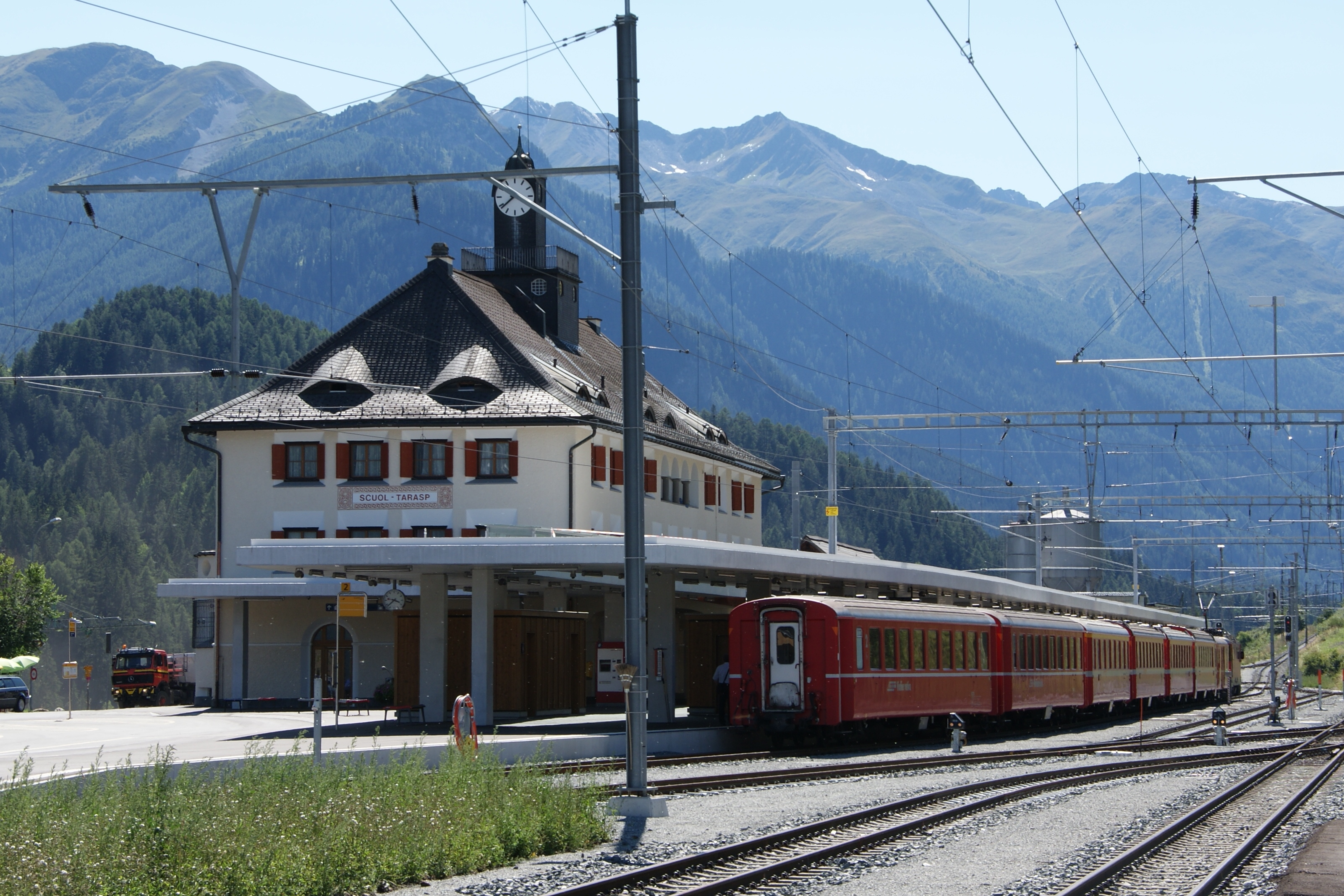
La stazione di Scuol-Tarasp

È servito dalla stazione ferroviaria di Scuol-Tarasp della Ferrovia Retica, capolinea della ferrovia dell'Engadina.